# Albert Billiet
Albert Billiet o Biliet (Gante, 10 de octubre de 1907 - Gante, 6 de marzo de 1977) fue un ciclista belga, que destacó en las carreras de seis días donde consiguió doce victories, siete de ella junto a Albert Buysse.

## Palmarés
- 1931

1.º en los Seis días de Saint-Étienne (con  Omer De Bruycker)
- 1933

1.º en los Seis días de Marsella (con Albert Buysse)
- 1936

1.º en los Seis días de Gante (con Camile Dekuysscher)
1.º en los Seis días de Bruselas (con Albert Buysse)
1.º en los Seis días de Copenhague (con Werner Grundahl Hansen)
- 1937

1.º en los Seis días de Róterdam (con Albert Buysse)
1.º en los Seis días de París (con Cor Wals)
- 1938

1.º en los Seis días de París (con Karel Kaers)
1.º en los Seis días de Londres (con Albert Buysse)
1.º en los Seis días de Amberes (con Albert Buysse)
- 1939

1.º en los Seis días de París (con Albert Buysse)
1.º en los Seis días de Amberes (con Albert Buysse)
- 1943

1.º en el Premio Dupré-Lapize (con Gustave Danneels)